# Taqi Arani
Taqi Arani (Tabriz 1902-1940) fou un polític iranià, iniciador del partit comunista Tudeh.
Va estudiar medicina i el 1922 va anar a estudiar química a Alemanya on va conèixer les doctrines marxistes i va començar a col·laborar a revistes marxistes. Va tornar a l'Iran el 1930 i el 1932 va fundar el primer diari marxista, Donya (el món) que fou prohibit el 1937. Fou jutjat el 1938 junt amb 48 col·legues, per propaganda col·lectivista i foren tots condemnats, i el mateix Arani ho fou a deu anys.
Va morir a la presó al cap de 16 mesos amb només 38 anys. Els companys de presó van assegurar que havia estat assassinat. Els que van poder sortir de la presó al complir la condemna van fundar el Partit Comunista Tudeh del que Arani fou el líder espiritual.